# Okamejei powelli
Okamejei powelli és una espècie de peix de la família dels raids i de l'ordre dels raïformes.

## Morfologia
- Els mascles poden assolir 21 cm de longitud total i les femelles 22.[6][7]

## Reproducció
És ovípar i les femelles ponen càpsules d'ous, les quals presenten com unes banyes a la closca.

## Hàbitat
És un peix marí, de clima tropical i demersal que viu entre 122–244 m de fondària.

## Distribució geogràfica
Es troba a l'oceà Índic: el Golf d'Aden, la costa de Travancore (l'Índia) i el Golf de Martaban.

## Observacions
És inofensiu per als humans.